# Karabin Beretta BM59
BM59 – włoski karabin automatyczny oparty na konstrukcji karabinu M1 Garand.

## Historia
Po zakończeniu II wojny światowej przepisowym karabinem armii włoskiej został amerykański M1 Garand kalibru .30-06 Springfield. Był on produkowany licencyjnie przez firmę Beretta. Po przyjęciu w 1954 roku jako standardowego naboju NATO naboju 7,62 × 51 mm we Włoszech rozpoczęto prace nad nowym karabinem. Podobnie jak w USA nowa broń miała być oparta na konstrukcji karabinu M1.
Nowy karabin opracował zespół kierowany przez Domenico Salze i Vittorio Vale. W 1959 roku karabin został przyjęty do uzbrojenia armii włoskiej jako BM59. Nowy karabin był wyposażony w wymienne magazynki i miał skróconą w stosunku do Garanda lufę.
W następnych latach karabin był produkowany w kilku wersjach. Poza armią włoską znalazł się na uzbrojeniu armii Indonezji i Maroka.
W latach 70. planowano zastąpienie karabinów BM59 karabinem kalibru 5,56 mm Beretta AR70, ale zastąpiona została tylko niewielka część karabinów BM59.
Pod koniec lat 80. rozpoczęto proces zastępowania karabinów BM59 karabinami Beretta AR 70/90. Po 2000 roku karabiny BM59 są wykorzystywane tylko w przypadku konieczności uzbrojenia żołnierzy w broń o zasięgu większym niż karabiny kalibru 5,56 mm.

## Wersje
- BM59 – pierwsza wersja seryjna.
- BM59R – wersja wyposażona w urządzenie do zmniejszania szybkostrzelności.
- BM59D – wersja wyposażona w chwyt pistoletowy i dwójnóg.
- BM59GL – wersja ze stałą nasadką do miotania granatów nasadkowych.
- BM59CB – wersja z ogranicznikiem długości serii pozwalającym na strzelania seriami trójstrzałowymi.
- BM59E – wersja wyposażona w lufę i komorę gazową karabinu M1 Garand (z uwagi na wykorzystanie części starych karabinów karabiny tej wersji były tańsze)
- BM59 Mark I – wersja z kolbą stałą.
- BM59 Mark Ital. – wersja produkowana dla armii włoskiej wyposażona w lekki dwójnóg mocowany do rury gazowej.
- BM59 Mark II – odmiana wersji Mark I wyposażona w dodatkowy, przedni chwyt pistoletowy, spust zimowy i dwójnóg.
- BM59 Mark III – wersja z kolbą składaną i dwoma chwytami pistoletowymi.
- BM59 Mark Ital. TA – odmiana wersji Mark III przeznaczona dla włoskich strzelców alpejskich.
- BM59 Mark Ital. TP Para – odmiana wersji Mark III przeznaczona dla włoskich wojsk powietrznodesantowych.
- BM59 Mark IV – wersja z ciężką lufą, pełniąca rolę ręcznego karabinu maszynowego.

## Opis
BM59 jest bronią samoczynno-samopowtarzalną. Zasada działania oparta na odprowadzaniu części gazów prochowych przez boczny otwór lufy. Strzela z zamka zamkniętego. Zamek ryglowany przez obrót. Mechanizm uderzeniowy kurkowy, mechanizm spustowy z przełącznikiem rodzaju ognia. Dźwignia przełącznika rodzaju ognia pełni jednocześnie rolę bezpiecznika.
BM59 jest bronią zasilaną z magazynków 20-nabojowych.
Lufa zakończona tłumikiem płomienia, pełniącym także rolę nasadki do miotania granatów nasadkowych. Podniesienie celownika do miotania granatów odcina dopływ gazów prochowych do komory gazowej (broń trzeba po każdym strzale przeładować). BM59 może miotać dowolny typ granatów o standardowej dla NATO średnicy ogona 22 mm.
Kolba stała, połączona z łożem, drewniana. Przyrządy celownicze mechaniczne.